# Utah Stars 1972-1973
La stagione 1972-73 degli Utah Stars fu la 6ª nella ABA per la franchigia.
Gli Utah Stars vinsero la Western Division con un record di 55-29. Nei play-off vinsero la semifinale di division con i San Diego Conquistadors (4-0), perdendo poi la finale di division con gli Indiana Pacers (4-2).

## Roster
| N° | Naz.                   | Ruolo | Sportivo         | Anno | Alt. | Peso |
| -- | ---------------------- | ----- | ---------------- | ---- | ---- | ---- |
| 12 | Stati Uniti (bandiera) | G     | Bob Warren       | 1946 | 196  | 86   |
| 14 | Stati Uniti (bandiera) | A     | Rod McDonald     | 1945 | 198  | 93   |
| 15 | Stati Uniti (bandiera) | GA    | Jimmy Jones      | 1945 | 193  | 85   |
| 21 | Stati Uniti (bandiera) | A     | Mike Jackson     | 1949 | 201  | 98   |
| 24 | Stati Uniti (bandiera) | GA    | Ron Boone        | 1946 | 188  | 91   |
| 25 | Stati Uniti (bandiera) | AC    | Gerald Govan     | 1942 | 208  | 100  |
| 31 | Stati Uniti (bandiera) | C     | Zelmo Beaty      | 1939 | 206  | 102  |
| 32 | Stati Uniti (bandiera) | GA    | Larry Jones      | 1942 | 188  | 82   |
| 32 | Stati Uniti (bandiera) | G     | Charlie Williams | 1943 | 183  | 75   |
| 33 | Stati Uniti (bandiera) | C     | Ira Harge        | 1941 | 206  | 102  |
| 35 | Stati Uniti (bandiera) | AC    | Cincy Powell     | 1942 | 201  | 100  |
| 40 | Stati Uniti (bandiera) | G     | Glen Combs       | 1946 | 188  | 84   |
| 42 | Stati Uniti (bandiera) | A     | Willie Wise      | 1946 | 196  | 95   |
| 44 | Stati Uniti (bandiera) | A     | John Beasley     | 1944 | 206  | 102  |

## Staff tecnico
- Allenatore: LaDell Andersen
- Vice-allenatore: Larry Creger